# 소바 (성경)
소바(히브리어: צובה)는 고대 시리아 지역의 아람 계열의 왕국이다. 통일 이스라엘 왕국과 자주 싸웠으며 소바의 왕들 중 르홉의 하닷에셀이 있다. 솔로몬이 하맛소바를 정복하였을 때 망한 것으로 보인다.

## 역사
사울이 소바의 왕들과 전쟁을 하였다. 하닷에셀이 유브라데강가에서 세력을 키우고자 하였으나, 다윗이 하닷에셀을 쳐서 하맛까지 이르고 그의 도시 디브핫에서 많은 전리품을 빼앗았다. 이후에 암몬 사람들이 다윗과 전쟁을 하기 위해 소바에서 병거와 마병을 샀다. 그리고 다윗이 암몬과 싸울때 암몬에 편에 서서 싸웠으나 지휘관인 소박을 잃고 화친하였다. 솔로몬이 하맛소바를 쳤는데 그때 멸망한 것으로 보인다.

## 같이 보기
- 알레포 코덱스
- 아람 다마스쿠스
- 홈스